# Astrolepis crassifolia
Astrolepis crassifolia là một loài thực vật có mạch trong họ Pteridaceae. Loài này được (Houlston & T. Moore) D.M. Benham & Windham mô tả khoa học đầu tiên năm 1992.